# Cabochon
Der Cabochon ist eine zu den Glattschliffen (d. h. ohne Facetten) zählende Schliffart von Schmucksteinen, bei der die Unterseite flach und die Oberseite nach außen gleichmäßig gewölbt (konvex) ist. Ein doppelter Cabochon ist dagegen auch auf der Unterseite konvex geschliffen (siehe auch Linse).

## Geschichte

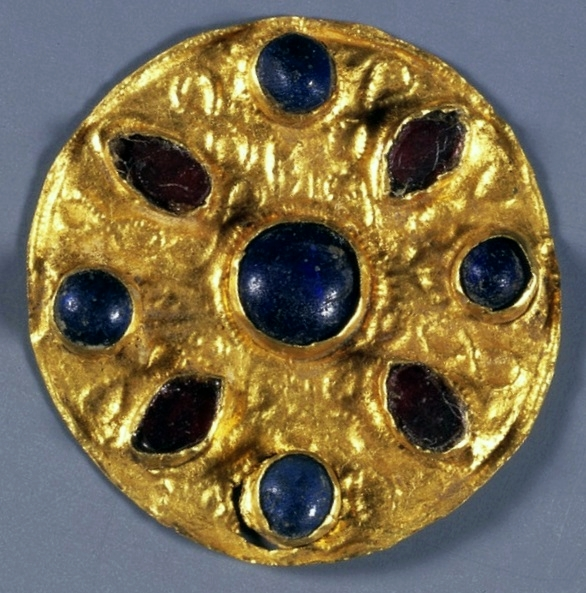
Fibel mit Granat- und Glas-Cabochons aus der Merowingerzeit (6. bis 8. Jahrhundert)

Der Ursprung des Wortes stammt aus dem Französischen caboche und steht für „(Schuh)Nagel“ oder „Kopf“.
Cabochons gehören zu den ältesten Schliffarten, die auch mit einfachen Mitteln herzustellen sind.

## Beschreibung und Anwendung
Der Cabochonschliff (auch: mugeliger Schliff) betont und verstärkt das dem Stein durch seine Struktur innewohnende Schimmern wie unter anderem Adulareszenz, Asterismus, Chatoyance und Irisieren. Er wird daher vor allem bei Katzenaugen-Quarz, Falken- und Tigerauge, Mondstein und Opalen angewandt. Bei Steinen, die durch eine besondere Musterung oder Farbschattierung auffallen, ist der Schliff ebenfalls von Vorteil.
Cabochons haben überwiegend eine runde oder ovale Form, können sich aber auch an der natürlichen Form des Rohsteines orientieren, wenn dies der Optik des Schmucksteins entgegenkommt. Beispiele dafür sind sternförmig eingelagerte Rutilnadeln in Quarzen oder tierische Einschlüsse in Bernstein. Auch modische Gesichtspunkte bestimmen die Form des Cabochons. Derartige Freiformen werden auch als Fantasieformen oder -schliffe bezeichnet.
In wertvollen Uhrwerken sind hochwertige Edelstein-Cabochons als Achsenlager eingebaut, um die Reibung zwischen den Teilen zu verringern.

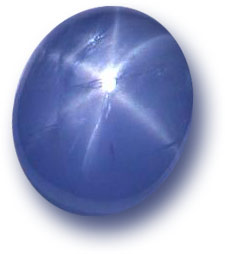
Sternensaphir mit Asterismus
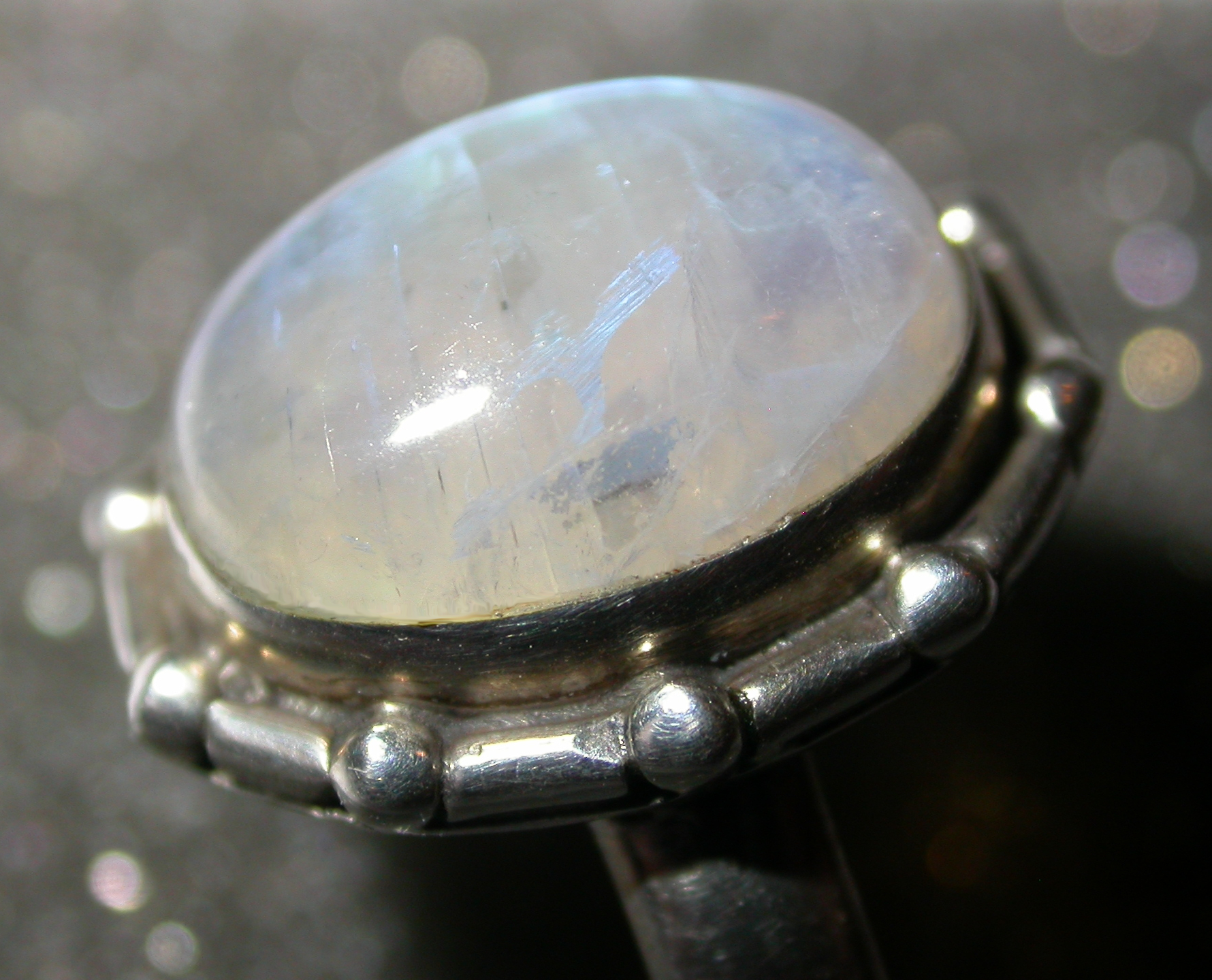
Mondstein mit Adulareszenz
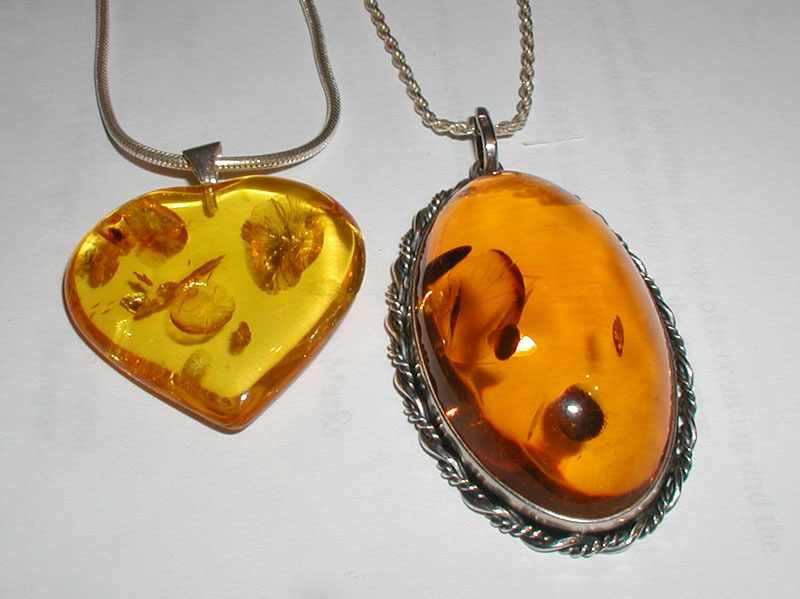
Bernstein mit Einschlüssen
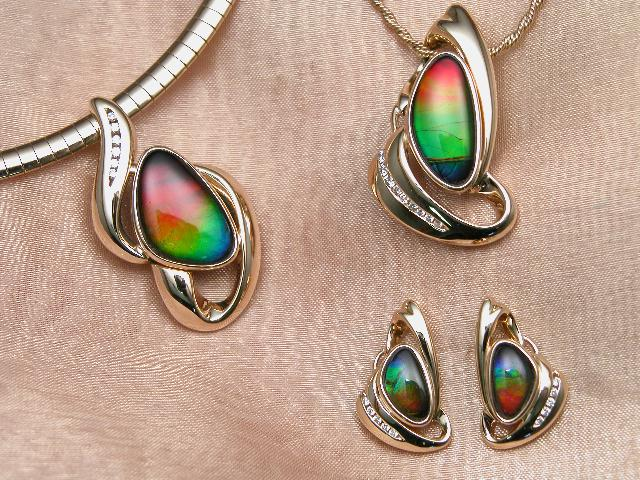
Ammolit-Collier